# Eadberht (Northumbria)

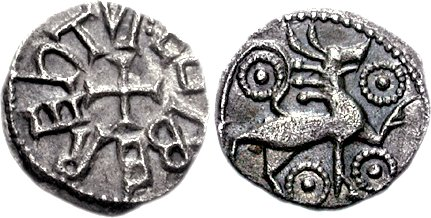
Münze Eadberhts

Eadberht (auch Eadbert, Edbert, Eadbyrht, Eadberht Eating; † 19. oder 20. August 768) war König des angelsächsischen Königreiches Northumbria. Er bestieg im Jahre 737 den Thron und dankte 758 zu Gunsten seines Sohnes Oswulf ab.

## Leben

### Familie
Eadberht war ein Sohn des Eata; seine Mutter ist unbekannt. Sein Bruder Ecgberht (732–766) war Bischof und seit 735 Erzbischof von York. Ceolwulf, Eadberhts Vorgänger als König, war ein Vetter väterlicherseits. Sein Sohn und Nachfolger war Oswulf (758–759). In der Geschichtswissenschaft ist es strittig, ob Osgifu, die Frau des Königs Ealchred (765–774), seine Tochter oder Enkelin war.

### Ereignisse vor Eadberhts Herrschaft
Eadberht lebte in einer Zeit, als Northumbria durch eine größere politische Instabilität gekennzeichnet war. Nachdem Northumbria lange durch eine führende Adelsfamilie beherrscht wurde, die die Könige stellte, rangen im 8. Jahrhundert mehrere Zweige der königlichen Familie um den Königstitel. So wurden im 8. Jahrhundert mehrere Könige ermordet, zur Abdankung gezwungen oder gingen ins Exil. Dies betraf auch Eadberhts Vorgänger, Ceolwulf, sowie Eadberhts spätere Nachfolger als Könige von Northumbria.
Ceolwulf wurde 731 von seinen Gegnern in Klosterhaft genommen, ohne dass die Hintergründe deutlich werden. Wenig später kam er frei und gelangte wieder an die Macht. Die heutige Geschichtsschreibung hält es für plausibel, dass auch die religiösen Häuser in den Machtkampf involviert waren. In York wurde 732 Ceolwulfs Vetter Ecgberht als neuer Bischof eingesetzt und 735 zum Erzbischof erhoben. Vermutlich hatten Ecgberht und sein Bruder Eadberht, der Ceolwulfs Nachfolger werden sollte, großen Anteil an dessen erneuter Machtübernahme.
Im Jahr 737 entschloss sich Ceolwulf, seiner Königsherrschaft zu entsagen und als Mönch in das Kloster Lindisfarne einzutreten. Zu seinem Nachfolger als König setzte er seinen Vetter Eadberht ein.

### Herrschaft

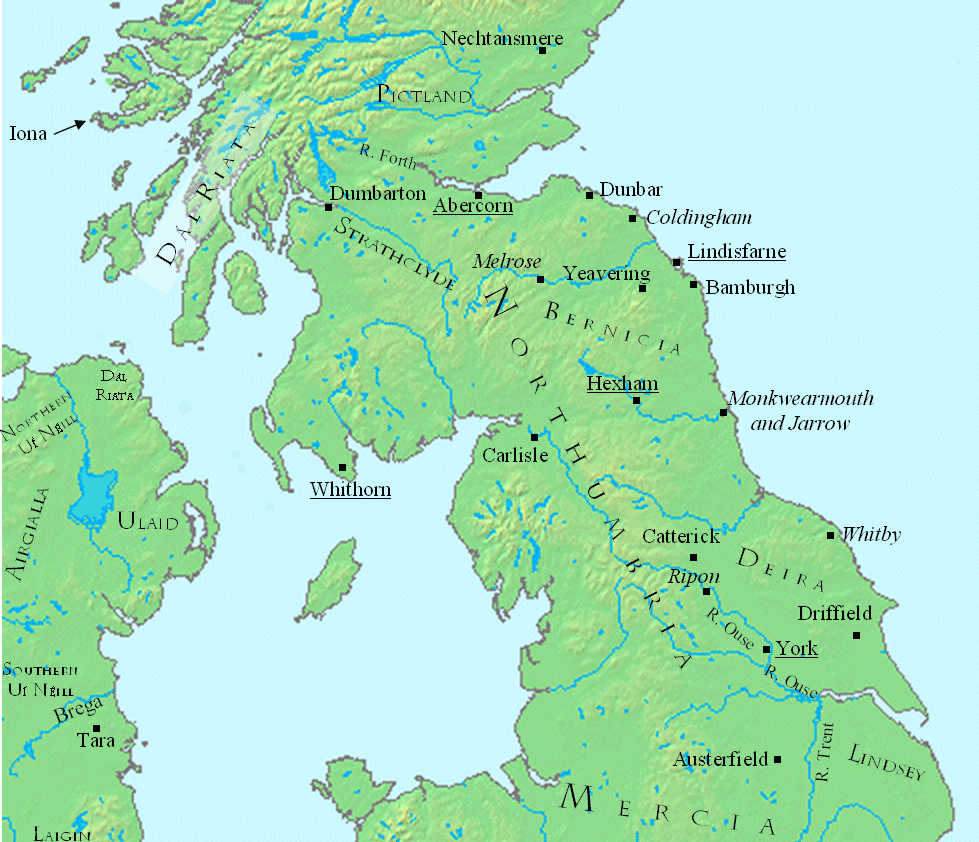
Northumbria zur Zeit Eadberhts

Mit Eadberht hatte Northumbria offenbar wieder einen „starken“ Herrscher erhalten. Er nahm die Expansion nach Norden wieder auf, wehrte das Vordringen Mercias im Süden ab und reformierte das Münzwesen. Gemeinsam mit seinem Bruder Erzbischof Ecgberht löste er einige der kirchlichen Probleme Northumbrias. Die Zusammenarbeit der beiden Brüder war so gut, dass Alkuin in einem Gedicht schrieb: „[Es] waren glückliche Zeiten für das Volk, als König und Bischof in gerechter Eintracht regierten, der eine die Kirche, der König die Geschäfte der Herrschaft.“ Im Jahr 740 wurde Earnwine, ein naher Verwandter Eadberhts, wohl im Zusammenhang mit einer alten Familienfehde ermordet. Ebenfalls im Jahr 740 unternahm Eadberht einen Feldzug gegen die Pikten. Aethelbald von Mercia nutzte seine Abwesenheit und plünderte den südlichen Teil Northumbrias. In diesem Zusammenhang brannte wohl York, einer der Hauptorte Eadberhts, im April 741 nieder.
Während Eadberhts Herrschaft erfuhr Northumbria einen wirtschaftlichen Aufschwung. Seit den frühen 740er Jahren ließ er in großen Stückzahlen neue sceattas (Silbermünzen) mit einem Feingehalt von 50–75 % prägen. Einige zeitgleiche Münzen aus dem Süden Englands erreichten kaum 20 %. Einige Münzen wurden von Eadberht und seinem Bruder Ecgberht gemeinsam emittiert. Eadberht war der erste angelsächsische Herrscher, der seinen Namen auf Münzen prägen ließ. Über 150 dieser Münzen blieben bis heute erhalten. Seine außenpolitischen Kontakte reichten bis ins Frankenreich, mit dessen König Pippin dem Jüngeren (714–768) er Geschenke austauschte.
Im Jahr 750 floh der Ætheling („Prinz“) Offa, ein Sohn des ehemaligen Königs Aldfrith (686–705), vor Eadberht in die Kathedrale von Lindisfarne ins Kirchenasyl. Er wurde in der Kirche belagert, ergriffen und ermordet. Bischof Cynewulf von Lindisfarne, der ihm Asyl gewährt hatte, wurde von Eadberht für abgesetzt erklärt und zeitweilig in Bamburgh inhaftiert. Das Bistum wurde von Bischof Frithuberht von Hexham mitverwaltet, bis Eadberht sich mit Cynewulf versöhnte und ihn wieder in sein Amt einsetzte. Noch 750 führte Eadberht einen Feldzug gegen das Königreich Strathclyde und konnte weite Teile von Ayrshire erobern. Eadberht griff 756 im Bündnis mit dem Piktenkönig Óengus I. erneut Strathclyde an. Sie belagerten die Hauptstadt Dumbarton und erzwangen die Unterwerfung des Königs Dumnagual III. am 1. August 756. Auf dem Rückmarsch wurde Eadberhts Heer jedoch am 10. August zwischen „Ouania“ (Govan) und „Niwanbirig“ (vermutlich Newburgh-on-Tyne bei Hexham) nahezu aufgerieben. Um 757 enteignete Eadberht drei Klöster (Stonegrave, Coxwold und Donæmuthe) des Abtes Forthred und übergab sie dessen Bruder Moll, der vermutlich mit dem späteren König Æthelwald Moll (759–765) identisch ist. Forthred wandte sich an Papst Paul I., der in einem Brief die Rückgabe forderte. Eadberht dankte 758 zu Gunsten seines Sohnes Oswulf ab und wurde Mönch in York.

### Kloster und Tod
Eadberht dankte 758 zu Gunsten seines Sohnes Oswulf ab. Zu Eadberhts Jahren im Kloster gibt es keine Überlieferungen. Er starb am 19. oder 20. August 768. Er wurde neben seinem Bruder im Portikus von St. Peter beigesetzt.